# Cantó de Brest-Cavale-Blanche-Bohars-Guilers
El cantó de Brest-Cavale-Blanche-Bohars-Guilers (bretó Kanton Brest-Ar Gazeg Wenn-Boc'harzh-Gwiler-Leon) és una divisió administrativa francesa situat al departament de Finisterre a la regió de Bretanya.

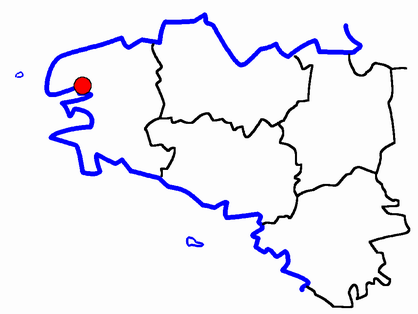
Situació del cantó

## Composició
El cantó aplega 3 comunes :
| Nom bretó   | Nom francès | Nom gal·ló |
| Boc'harzh   | Bohars      | ---        |
| Brest       | Brest       | ---        |
| Gwiler-Leon | Guilers     | ---        |

## Història
| Data d'elecció                           | Identitat    | Partit | Qualitat |
| ---------------------------------------- | ------------ | ------ | -------- |
| 2004-                                    | Pascale Mahé | PS     |          |
| les dades anteriors no són pas conegudes |              |        |          |
|                                          |              |        |          |